# C.Ch. van Kessel
Mr Cornelius Christiaan (Cor) van Kessel (Wijchen, 21 juni 1903 – 19 oktober 1985) was de directeur van de Volkskrant van 1931 tot 1941. Hij was directeur van de katholieke vakbondsdrukkerij Lumax in Utrecht van 1935 tot 1965.

## Levensloop
Van Kessel werd geboren in de plaats Wijchen als zoon van timmerman Johann van Kessel en Petronella van Baal. Hij ging naar het Canisius College in Nijmegen en studeerde daarna rechten aan de Universiteit van Nijmegen. Na het afsluiten van zijn studie werkte hij van 1929 to 1931 bij uitgeverij Neerlandia in de directie van De Limburger Koerier. In 1931 werd hij benoemd als directeur van de Volkskrant; toen in 's-Hertogenbosch gevestigd. Van Kessel werkte aan de uitbreiding van het abonnee bestand en overzag de verhuizing van de krant naar Utrecht in 1935.
Met de verhuizing naar Utrecht werd de druk van de krant overgenomen door Lumax die daarvoor een nieuwe rotatiepers aanschafte. In 1935 volgt Van Kessel de meester-drukker en typograaf Andries Oosterbaan op als directeur van Lumax.
Tijdens de Tweede Wereldoorlog bleef de Volkskrant oorspronkelijk verschijnen. Toen de katholieke vakbeweging onder toezicht van de NSB werd gesteld, werd de hoofdredacteur, Jan Vesters vervangen door de NSB'er Poelmans. Nadat op zondag 3 Augustus 1941 het episcopaat via een kanselbief protesteerde en verklaarde dat katholieken geen lid meer mochten zijn van de katholieke vakbeweging en haar instellingen, waaronder de Volkskrant, bood Van Kessel zijn ontslag aan. De redactie en het personeel volgden zijn voorbeeld. De laatste Volkskrant in de oorlog verscheen op 4 oktober 1941.
Op 4 mei 1942 werd Van Kessel als een van de 460 vooraanstaande Nederlanders door de Gestapo gearresteerd en als gijzelaar vastgehouden in het kamp Sint-Michielsgestel. Hij werd er geïnterneerd voor bijna 8 maanden tot zijn vrijlating op 23 december 1942.
Na de oorlog verhuisde de Volkskrant naar Amsterdam waar C.J.A. Slewe de nieuwe directeur werd. Van Kessel keerde terug als directeur van Lumax. Alle persen, zetmachines en gietovens waren naar Duitsland verscheept -de rotatiepers werd later teruggevonden in Breslau- en Van Kessel moest het bedrijf weer opnieuw uitrusten. Hij bleef directeur van de Lumax tot zijn pensioen in 1965.

## Onderscheidingen
Van Kessel ontving de pauselijke onderscheiding Bene Merenti in 1935 en de Silvesterorde voor zijn werk voor het Kanunnik van Schaikfonds in 1959.